# Luca Pfeiffer
Luca Pfeiffer (* 20. August 1996 in Bad Mergentheim) ist ein deutscher Fußballspieler. Er steht bei der SV Elversberg unter Vertrag.

## Karriere
Pfeiffer wuchs in Gommersdorf auf, wo er in seiner Jugend für den Lokalverein VfR Gommersdorf spielte. Später wechselte er zur U17-Mannschaft der TSG Hoffenheim, wo er bei einer Gastfamilie lebte. Rückblickend berichtete er, dass er sich nicht wohlgefühlt hat und entschloss sich deshalb zu einer Rückkehr in seine Heimat zum Oberligisten FSV Hollenbach. Dort bestritt er bereits während seiner Juniorenzeit Spiele für die erste Mannschaft des Vereins in der Oberliga Baden-Württemberg. Dabei kam er in drei Spielzeiten auf achtzig Ligaeinsätze und 32 Ligatore.
Zu Beginn der Saison 2016/17 wechselte er zu den Stuttgarter Kickers, die gerade aus der 3. Liga in die Regionalliga Südwest abgestiegen waren. In der ersten Saison kam er auf 33 Ligaeinsätze (neun Tore). In der Saison 2017/18 kam er auf nur zehn Ligaeinsätze (vier Tore), da er sich im September 2017 einen Kreuzbandriss zuzog und bis zum Ende der Saison nicht eingesetzt werden konnte. Die Mannschaft stieg in die Oberliga ab.
2018 wechselte er daraufhin zum SC Paderborn 07. Jedoch folgte sogleich eine Leihe des Stürmers an den Drittligisten VfL Osnabrück. Am 1. September gab Pfeiffer beim Auswärtsspiel beim Halleschen FC sein Profidebüt, als er für Marcos Álvarez eingewechselt wurde und stieg am Saisonende mit dem VfL als Drittligameister in die 2. Bundesliga auf. Er kam auf 22 Ligaeinsätze und zwei Tore.
Nach Ablauf seines Leihvertrages kehrte der Angreifer im Frühjahr 2019 nicht nach Paderborn zurück, der Verein verkaufte ihn stattdessen an die Würzburger Kickers, wo dieser einen bis Juni 2021 gültigen Vertrag erhielt. Mit 15 Saisontoren in 34 Spielen hatte er 2019/20 wesentlichen Anteil am Würzburger Aufstieg in die 2. Bundesliga.
Am 5. Oktober 2020, dem letzten Tag des Sommertransferfensters, schloss sich Luca Pfeiffer dem dänischen Meister und Champions-League-Teilnehmer FC Midtjylland an. Im mitteljütischen Herning, wo der FC Midtjylland seine Heimspiele austrägt, unterschrieb er einen Vertrag bis zum Sommer des Jahres 2024. In der Saison 2020/21 kam er auf elf Ligaeinsätze und ein Tor. Am 27. Oktober 2020 debütierte Pfeiffer zudem bei der 0:2-Auswärtsniederlage gegen den FC Liverpool in der UEFA Champions League, als er in der 81. Spielminute für Sory Kaba eingewechselt wurde. Als Gruppenletzter schied die Mannschaft jedoch bereits in der Gruppenphase aus. Dabei kam er auf drei Kurzeinsätze – zweimal gegen den FC Liverpool und einmal gegen Ajax Amsterdam.
Zu Beginn der Saison 2021/22 wurde er für ein Jahr an den deutschen Zweitligisten SV Darmstadt 98 verliehen. Am 30. Juli 2021 debütierte er bei der 0:3-Auswärtsniederlage beim Karlsruher SC in der 2. Bundesliga für die Südhessen, als er in der 72. Spielminute für Phillip Tietz eingewechselt wurde. Unter Torsten Lieberknecht schloss er die Spielzeit mit der Mannschaft auf dem vierten Platz in der zweiten Liga ab, wobei er mit 17 Toren und sechs Vorlagen in 32 Ligaspielen der erfolgreichste Torjäger der Lilien wurde.
Am 2. August 2022 wechselte Pfeiffer in die Bundesliga zum VfB Stuttgart und unterschrieb einen Vertrag bis 2026. In seinem Erstligadebüt im Trikot des VfB Stuttgart am 28. August 2022 gegen den 1. FC Köln wurde er in der 56. Minute nach einem groben Foulspiel des Feldes verwiesen. Dafür wurde er für drei Spiele gesperrt. In der zweiten Runde des DFB-Pokals erzielte er beim 6:0-Sieg gegen Arminia Bielefeld am 19. Oktober 2022 seine ersten beiden Pflichtspieltore für die Schwaben.
Am 17. August 2023  wechselte Pfeiffer leihweise für die Saison 2023/24 vom VfB Stuttgart zurück zum SV Darmstadt 98. Am Ende der Saison stieg der SV Darmstadt in die zweite Bundesliga ab. Im Sommer 2024 kehrte er zunächst nach Stuttgart zurück. Er wechselte jedoch Ende August 2024 für ein Jahr auf Leihbasis zum Zweitligisten Karlsruher SC. Im Sommer 2025 wechselte Pfeiffer zur SV Elversberg.

## Erfolge
VfL Osnabrück
- Meister der 3. Liga und Aufstieg in die 2. Bundesliga: 2019

Würzburger Kickers
- Vizemeister der 3. Liga und Aufstieg in die 2. Bundesliga: 2020

## Sonstiges
Neben seiner Karriere als Fußballprofi absolviert er ein Online-Studium der Betriebswirtschaftslehre.